# Ka-Nefer-Nefer
Ka-Nefer-Nefer (fl. Thế kỷ 13 trước Công nguyên) là một phụ nữ quý tộc Ai Cập cổ đại sống trong triều đại thứ mười chín. Bà được biết đến trong thời hiện đại với chiếc mặt nạ tang lễ, thuộc sở hữu của Bảo tàng Nghệ thuật Saint Louis. Bảo tàng đã mua mặt nạ vào năm 1998 từ nhà cung cấp nghệ thuật Phoenix Ancient Art of New York và Geneva. Nhà cung cấp nghệ thuật nói rằng chiếc mặt nạ đã được khai quật tại Saqqara trong khoảng thời gian từ 1951 đến 1952 và đã có mặt trên thị trường nghệ thuật vào năm 1952. Tuy nhiên, những nghi ngờ đã xuất hiện rằng chiếc mặt nạ đã bị đánh cắp từ Ai Cập và Zahi Hawass, Tổng thư ký Ai Cập Hội đồng cổ vật tối cao, yêu cầu mặt nạ phải được trả lại cho Ai Cập. Năm 2006, Bảo tàng Nghệ thuật Saint Louis đã từ chối yêu cầu của Hawass, và chiếc mặt nạ vẫn còn ở Saint Louis.
Mặt nạ của Ka-Nefer-Nefer được làm bằng vải lanh phủ sơn thạch cao và mạ vàng trên gỗ. Nó nằm trong một chiếc hộp kiểm soát khí hậu có nhãn "Mặt nạ xác ướp, Ai Cập, Triều đại 19" tại Bảo tàng Nghệ thuật Saint Louis.
Ka-Nefer-Nefer được phát hiện vào năm 1952 bởi Mohammed Zakaria Goneim trong một ngôi mộ chôn trên Kim tự tháp của Djoser trong nghĩa địa Saqqara. Cơ thể bà không được ướp xác và bị phân hủy nặng, và bà đeo một chiếc mặt nạ phức tạp che kín đầu và vai. Đầu bà được đeo vương miện với một cái vương miện bằng thủy tinh; Mắt và núm vú của bà cũng được che bằng kính. Goneim đặt tên cho bà là Ka-Nefer-Nefer, nghĩa là "Ka hai lần đẹp". Vào ngày 12 tháng 6 năm 2014, tòa phúc thẩm Eight Circuit của Hoa Kỳ kết luận rằng chiếc mặt nạ sẽ vẫn còn ở Bảo tàng Nghệ thuật St. Louis, ít nhất là liên quan đến vụ kiện tịch thu liên bang của Hoa Kỳ.